# 池町佳生
池町 佳生（いけまち よしお、1971年11月24日 - ）は日本のライダー・ドライバー。兵庫県神戸市在住。血液型O型

## 来歴
17歳でオフロードバイクの魅力に目覚め、5年後の94年には初の海外レース、オーストラリアンサファリに参戦。ダカール・ラリーでは2000年に、日本人として現在まで史上唯一となるトップ10完走を果たしている。またトゥアレグ・ラリーや北京-ウランバートルラリーなどでは総合優勝を果たすなど、国際的な二輪オフロードライダーとして活躍した。
2003年に日産チーム（ニスモ若手育成プログラム）に加入して、四輪に転向。2004年ダカールで初挑戦となった四輪市販車クラスで1位を獲得した。2010年にはスバル・フォレスターでダカールに参戦した。
その後は二輪に戻って、アジアクロスカントリーラリーを主戦場とし、3度の総合優勝を果たしている。
2023年にイタリアのオフロードバイクメーカーTM Racingの輸入総代理店であるうえさか貿易のTM Racingジャパンと契約し、国内のエンデューロレースに参戦した。同年W2RCのアブダビ・デザートチャレンジにはKTM・450ラリーでスポット参戦し、ラリー2ベテランクラスを2位で完走した。
2024年52歳で日本人として初めて二輪でサウジアラビア開催のダカール・ラリーにKTMのセミファクトリーチームBASから参戦し完走。自身としては二輪では24年ぶり三度目となる挑戦で総合60位、ラリー2クラス44位、ベテランクラス6位という成績を収めた。
2025年、国内二輪メーカーホンダ、ヤマハ、スズキ、カワサキに加えてトヨタ、デンソーなどが参画する技術研究組合「水素小型モビリティ・エンジン研究組合（略称HySE:Hydrogen Small mobility & Engine technology）」のプロジェクトに参加。共同開発の研究用モーターサイクル水素エンジンを搭載したバギー「HySE-X2」でダカール2025のカテゴリー ”MISSION1000”にドライバーとして出走。様々な実験的タスクを背負いながらクラスでは唯一の全距離走破を成し遂げ2位でゴール、プロジェクトの目的である水素小型モビリティ実用化に向けた課題抽出に貢献した。

## 成績

### 二輪での成績
1994
- オーストラリアンサファリラリー	(2輪) - 総合4位

1995
- Mexico BAJA 1000 - (2輪)250ccクラス 7位

1996
- グラナダ・ダカール（パリダカ） - プレスカーナビゲーター(4輪)

1997
- ダカール・アガデス・ダカール（パリダカ） - 総合16位　マラソンクラス3位（当時日本人過去最高位）
- オーストラリアンサファリラリー - 出場

1998
- キャメルトロフィー（南米）（4輪） - 日本代表選手 完走
- ISDEオーストラリアシルバーメダル - クラブチーム22位

1999
- UAEデザートチャレンジ - 完走

2000
- パリダカールカイロ（パリダカ）2輪 - 総合10位（日本人過去最高位）プライベーター1位
- クロスカントリー世界選手権 チュニジアラリー - 総合16位
- メキシコBAJA2000 - プロクラス5位

2001
- クロスカントリー世界選手権 チュニジアラリー - 総合8位　(日本人過去最高位)
- アジアインターナショナルエンデユーロ - 優勝（2001アジアチャンピオン）
- ISDEフランス　シルバーメダル

2002
- アジアインターナショナルエンデューロ - 総合3位
- クロスカントリー世界選手権　チュニジアラリー - 総合11位
- ブラジル ラリーセルトンエス - 総合13位
- フランス SHARK X-TREM - 総合16位

2003
- クロスカントリー世界選手権 ラリーORPIモロッコ - 総合16位

2006
- トゥアレグラリー（スペイン、モロッコ） - 総合優勝（アジア人によるアフリカ圏での初めてのラリーレイド2輪総合優勝）
- 北京ウランバートルラリー（BTOU) - 総合優勝

2007
- ラリーレイドモンゴル - 総合優勝

2012
- アジアクロスカントリーラリー - 総合優勝

2014
- アジアクロスカントリーラリー - 完走

2015
- アジアクロスカントリーラリー - 総合優勝

2016
- アジアクロスカントリーラリー - 総合3位

2017
- アジアクロスカントリーラリー - 総合2位

2018
- アジアクロスカントリーラリー - 総合優勝

2019
- アジアクロスカントリーラリー - 総合3位

2023
- FIM世界ラリーレイド選手権 アブダビデザートチャレンジ
- 総合19位 ラリー2クラス12位/ラリー2ベテランクラス2位

2024
- ダカール・ラリー（サウジアラビア）-総合60位/ラリー2クラス44位/ベテランクラス6位

### 四輪での成績
2003
- UAEデザートチャレンジ(日産) - 完走
- スペイン BAJA(日産） - 完走

2004
- ダカールラリー(日産) - 初出場T1クラス優勝 総合22位
- シャムロックラリー（モロッコ）(日産) - 総合4位

2005
- ラリーモロッコ(トヨタ車体) - T2クラス2位 総合16位

2006
- ダカールラリー(トヨタ車体) - T2クラス総合2位 総合22位
- アジアパシフィック選手権（APRC）ラリー北海道 (スバル) - 総合17位
- アジアパシフィック選手権（APRC）ラリーチャイナ（スバル）
- 世界ラリー選手権（WRC） - ラリージャパンN4クラス19位総合27位(スバル)

2007
- ダカールラリー(スペインの三菱チーム) - リタイヤ
- アジアパシフィック選手権（APRC）ラリーワンガレイ（ニュージーランド） - APRC6位
- アジアパシフィック選手権（APRC）ラリー北海道 - APRC5位
- 世界ラリー選手権（WRC）ラリージャパンPWRCクラス (スバル) - PWRC8位

2010
- ダカールラリー（アルゼンチンのスバルチーム） - リタイヤ

2025
- ダカールラリー（HySE）-MISSION1000クラス2位